# PinePhone
El PinePhone és un telèfon intel·ligent desenvolupat per l'organització Pine64. El sistema operatiu d'aquest telèfon es una versió adaptada a mòbils de Linux. Tot i que el maquinari del telèfon es totalment operatiu, el programari està encara en desenvolupament. És possible fer i rebre trucades, i usar algunes aplicacion, però no de forma estable.
Les característiques principals del PinePhone són:
- El sistema operatiu es Linux. A diferència de telèfons Android i iPhone, el Linux es de codi obert i gratuït.
- Privacitat. Sis interruptors físics permeten desconnectar parts del maquinaria del telèfon.
- L'Usuari te fàcil accés al maquinari, poden fer reparacions i modificacions al telèfon.
- Ampliacions. El pinephone permet modificar el maquinari, a més de presentar sis connectors per futures ampliacions per part del usuaris avançats.

## Sistemes Operatius

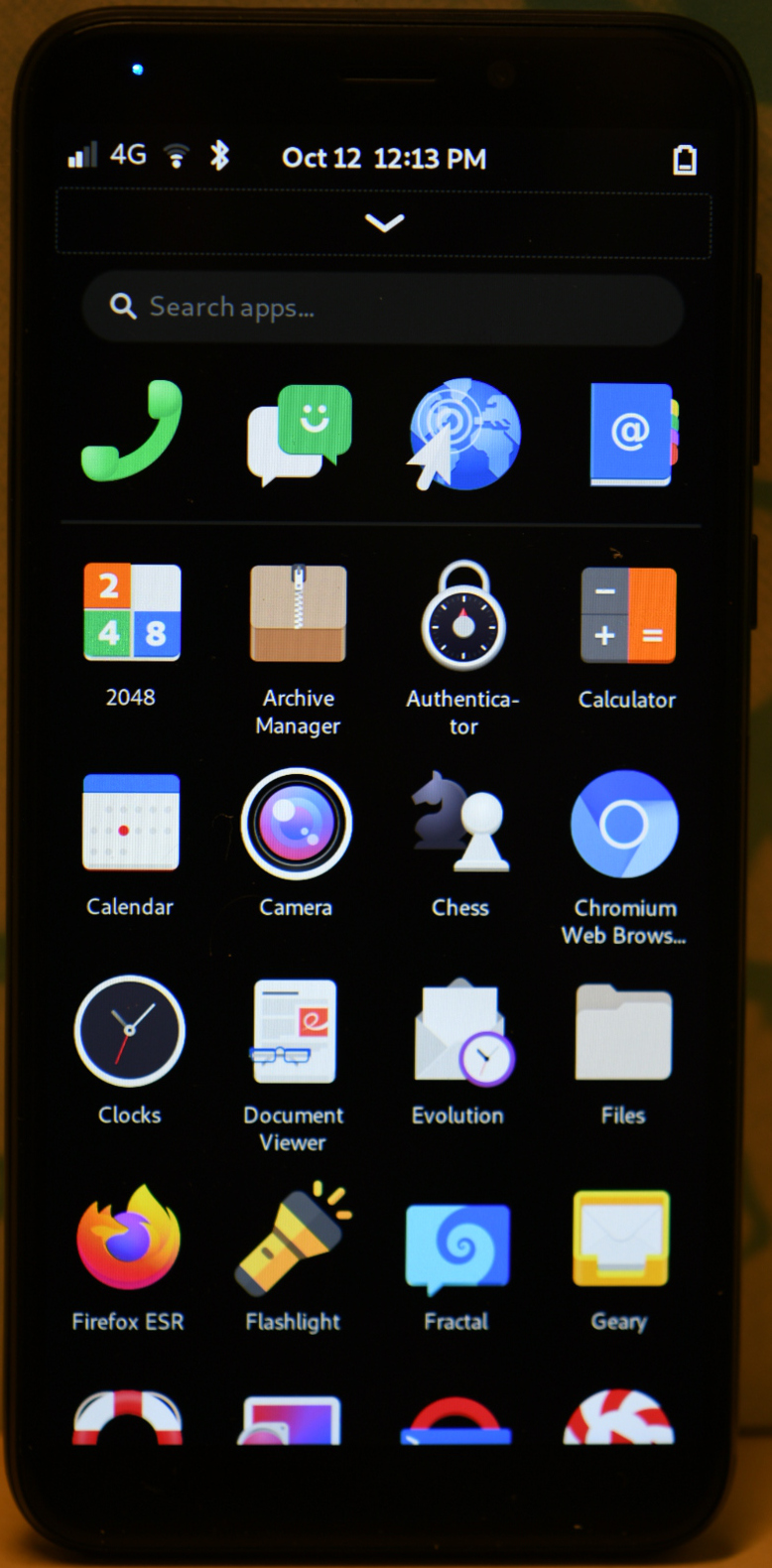
PinePhone amb Mobian

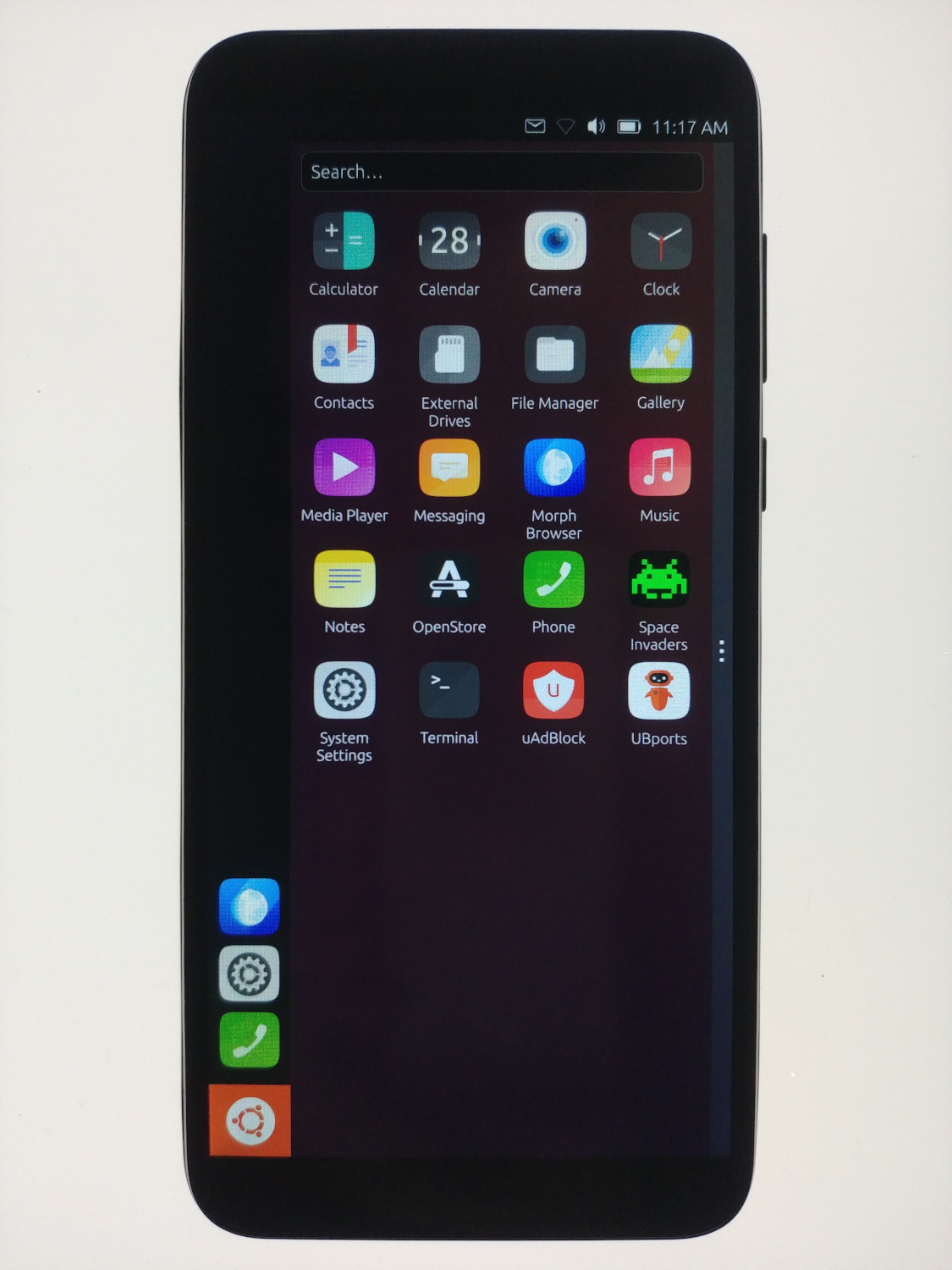
PinePhone amb Ubuntu Touch

El programari del PinePhone està basat en LINUX, i desenvolupat per la comunitat LINUX. Actualment hi han diverses distribucions de Linux pel PinePhone. Actualment les distribucions Linux desenvolupant versions pel PinePhone són:
- /e/ de la e.foundation.[4] És una versió lliure d'Andoid optimitzada per no enviar dades a Google potenciant la privacitat i securetat.[5]
- LuneOS.[6]
- Maemo Leste.[7]
- Manjaro.[8]
- Mobian.[9] Versio de Linux Debian per telèfon.
- Nemo Mobile.[10]
- Ubuntu Touch.[11]
- postmarketOS.[12]
- Replicant.[13]
- Sailfish OS.[14]

## Maquinari
El PinePhone té un processador Allwinner A64 1.2 GHz quad-core A53 CPU, amb 2GB de memòria RAM i 16GB d'emmagatzament, una pantalla de 15 cm IPS LCD, i dues càmeres de 2MP frontal i 5MP al darrere., una targeta gràfica Mali 400 MP2 GPU, i una bateria extraïble de 3000 mAh, i un port USB C.

### Bateria
La bateria del PinePhone és recarregable i compatible amb la bateria Samsung part EB-BJ700BBC / BBE / CBE del telefon 2015 J7. Te un circuit de protecció que s'ailla quan la bateria falla. Té una capacitat de 2800 mAh.

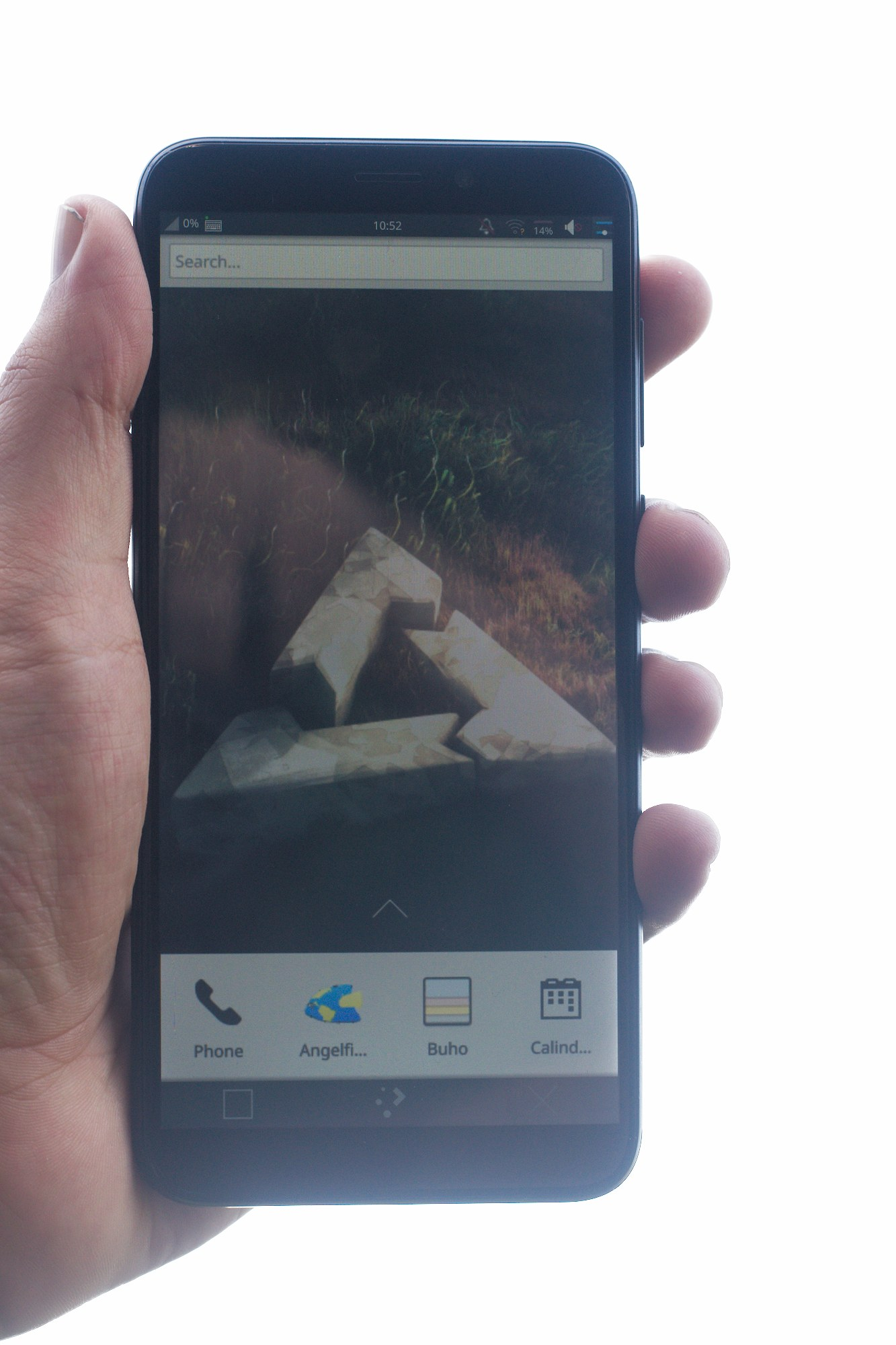
PinePhone amb Postmarket OS

| Cara frontal | Cara posterior |  | La bateria conté quatre terminals: 1. +positiu 2. termistor 3. -negatiu 4. terminal no connectada |
| ------------ | -------------- |  | ------------------------------------------------------------------------------------------------- |

## Interruptors de maquinari
El Pinephone té sis interruptors que poden ser usats per configurar el maquinari. Per accedir als interruptors cal obrir el telèfon apartant la tapa protectora del darrere. Cada interruptor està numerat del 1 al 6. t
| Numero del interruptor | Funció                                                                                        |  |
| ---------------------- | --------------------------------------------------------------------------------------------- |  |
| 1                      | Mòdem: "on" permet comunicació 2G/3G/4G i maquinari GNSS, "off" tanca aquestes comunicacions. |  |
| 2                      | WiFi / Bluetooth                                                                              |  |
| 3                      | Micròfon                                                                                      |  |
| 4                      | Càmera del darrere                                                                            |  |
| 5                      | Càmera frontal                                                                                |  |
| 6                      | Auriculars                                                                                    |  |